# Kristina Pímenova
Kristina Ruslánovna Pimenova (en ruso: Кристи́на Русла́новна Пи́менова; Moscú, 27 de diciembre de 2005) es una modelo y actriz rusa. Pímenova inició su carrera como actriz en el año 2019.

## Vida y carrera
Sus padres son Ruslán Pímenov, un exfutbolista y Glikeriya Shirokova, una exmodelo. Pímenova tiene una medio-hermana mayor, Natalia, por parte de su madre. Comenzó a modelar a los tres años, después de que su madre mandara fotografías de ella a la agencia President Kids. Ha trabajado para marcas como Armani, Benetton, Burberry y Roberto Cavalli.
En 2014, Women Daily magazine llamó a Pímenova "la niña más hermosa del mundo".
En Moscú, Pimenova practicó gimnasia rítmica, bajo la supervisión de Olga Kapranova. En 2013, compitió en un torneo en Tatarstan organizado por Alina Kabaeva, ganando una medalla de oro en su grupo de edad.
En abril de 2015, apareció en la portada de Vogue Kids.
Más tarde en 2015, Pímenova se mudó a California con su madre. Un documental sobre Pímenova fue estrenado en RTL Television en octubre de 2016.

### Actuación
Pimenova hizo de una niña cantante en la película de fantasía italiana, Creators: The Past. En una entrevista para la revista Posh Kids Magazine, expresó su deseo de convertirse en actriz profesional y directora de películas. Ha sido contratada para el papel de Dasha en la película de Michael S. Ojeda, The Russian Bride; una película de terror coprotagonizada por Corbin Bernsen y Oksana Orlan. La filmación tuvo lugar en Míchigan en marzo de 2017.

## Críticas
La madre de Pimenova está a cargo de todas sus cuentas en las redes sociales, y ha sido criticado el contenido de estas por cosificación sexual de una modelo de menos de dieciocho años. La madre no está de acuerdo, manteniendo que las fotos son perfectamente inocentes y que «tienes que pensar como un pedófilo para ver algo sexual en estas fotos».

## Filmografía
| Año  | Título             | Papel         | Director          | Notas |
| ---- | ------------------ | ------------- | ----------------- | ----- |
| 2019 | Creators: The Past | Niña cantante | Piergiuseppe Zaia |       |
| 2018 | The Russian Bride  | Dasha         | Michael S. Ojeda  |       |